# Buschwiller
Buschwiller (Buschweiler in tedesco, Büschwiller in alsaziano) è un comune francese di 970 abitanti situato nel dipartimento dell'Alto Reno nella regione del Grand Est.

## Società

### Evoluzione demografica
Abitanti censiti